# Nola recedens
Nola recedens är en fjärilsart som beskrevs av William Schaus 1921. Nola recedens ingår i släktet Nola och familjen trågspinnare. Inga underarter finns listade i Catalogue of Life.